# Tikaboo Peak
Tikaboo Peak je hora v Nevadě vzdálená 42 km od Oblasti 51. Je to nejbližší místo, odkud lze legálně pozorovat tuto přísně střeženou základnu Amerických vzdušných sil.
Zájemci využívají možností pozorování Oblasti 51 z Tikaboo Peaku, protože vláda USA v roce 1995 uzavřela dvě bližší, a tedy výhodnější pozorovatelské pozice, Freedom Ridge a White Sides, pro veřejnost s odůvodněním, že si odtud lidé fotili a natáčeli základnu.